# Zieko
Zieko ist seit dem 1. Januar 2004 ein Ortsteil der Stadt Coswig (Anhalt) im Landkreis Wittenberg, Sachsen-Anhalt (Deutschland). Mit der Gebietsreform 2007 in Sachsen-Anhalt gehört Coswig ab dem 1. Juli 2007 zum Kreis Wittenberg.

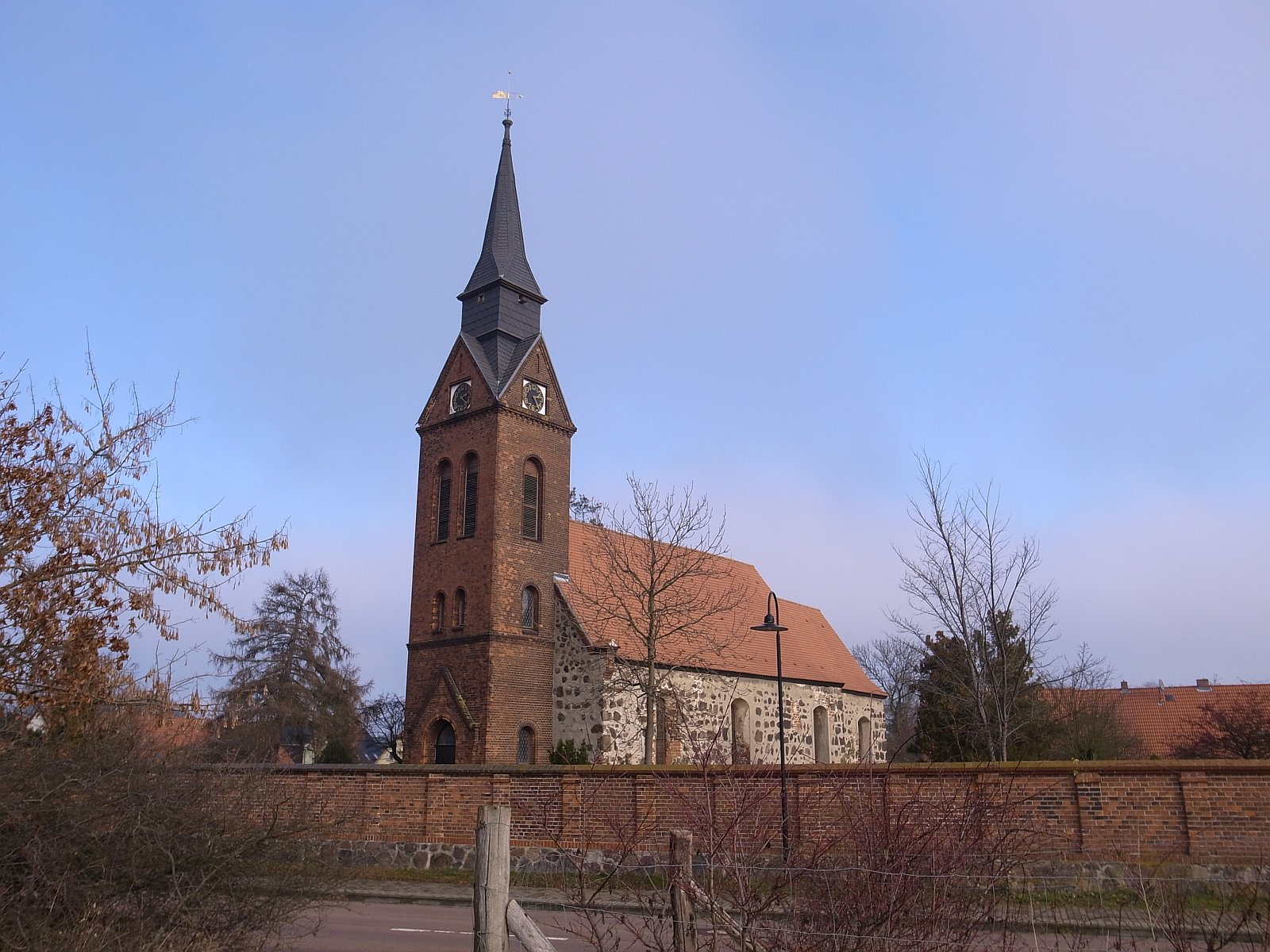
St.-Johannes-Kirche Zieko

## Geschichte
Zieko wurde im Jahr 1282 als "cycouwe" erstmals urkundlich erwähnt. Es war ein slawisches Dorf, das schon im Jahre 1566 einen Lehnschulzen hatte. Die überwiegende Erwerbstätigkeit der Dorfbevölkerung war die Landwirtschaft. Aus den Volks- und Viehzählungen ist bekannt, dass ab dem 19. Jahrhundert viele Schafe gehalten wurden. Ältere Ziekoer Bürger erinnern sich noch an den bis Mitte des vergangenen Jahrhunderts existierenden Schafhirten, der die Tiere morgens im Dorf einsammelte und auf die Triften trieb. Dort mästeten sich die Tiere bei der Weidung am Klee, der reichlich wuchs, wie es aus Geschichtsquellen, die die Botanik des Umlandes beschreiben, zu erfahren ist. Weiterhin fließen in Zieko mehrere Bäche zusammen, was die Form eines Ypsilon ergibt. Die Einwohner nutzten dies, um Fischzucht und mehrere Mühlen zu betreiben.
In der Nacht zum 13. November 1945 wurde der Bürgermeister der Gemeinde, Franz Grey, Mitglied der KPD und Antifaschist, von Angehörigen der sowjetischen Besatzungsmacht erschossen, als er gegen die Plünderung seines Hauses protestierte.

## Politik
Ortschafts-Bürgermeister ist Lutz Pallgen.

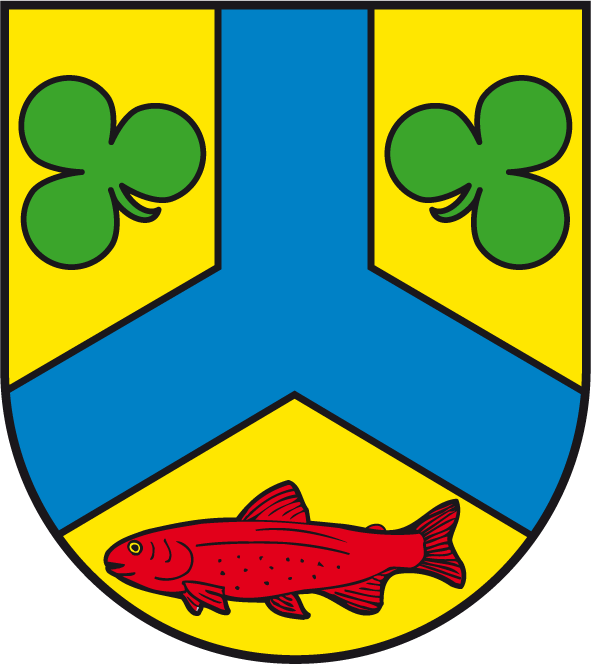
Wappen des Ortsteils Zieko

### Wappen
Blasonierung: „In Gold eine blaue Deichsel, rechts und links ein grünes Kleeblatt, unten ein roter Fisch.“
Im Jahr 2000 beschloss der Gemeinderat die Führung eines Wappens, das auf die örtlichen Gegebenheiten Bezug nimmt. Mit der Gestaltung wurde der Kommunalheraldiker Jörg Mantzsch beauftragt. Die Schaftstrift wird im Wappen durch die grünen Kleeblätter, der Fischfang durch den roten Fisch dargestellt, während der Zusammenfluss der Bäche durch die blaue Deichsel symbolisiert wird.

## Gedenkstätten
Auf dem Friedhof erinnern Grabstätten an zwei polnische und einen ukrainischen Bürger, die während des Zweiten Weltkrieges nach Deutschland verschleppt und Opfer von Zwangsarbeit wurden. Auf dem Friedhof befindet sich das Kriegerdenkmal Zieko.